# 4-etilheptano
El 4-etilheptano es un alcano de cadena ramificada con fórmula molecular C9H20. Es uno de los isómeros del nonano. Tiene un átomo de carbono asimétrico y por tanto es quiral. Se presenta como dos enantiómeros, R y S.